# Orientocampa frigillis
Orientocampa frigillis är en urinsektsart som först beskrevs av Hilton 1936.  Orientocampa frigillis ingår i släktet Orientocampa och familjen Campodeidae. Inga underarter finns listade i Catalogue of Life.